# Теста, Ирма
Ирма Теста (род. 28 декабря 1997, Торре-Аннунциата, Кампания) — итальянская боксёрша. Чемпионка мира 2023 года. Чемпионка Европы 2019 года. Участница летних Олимпийских игр 2016 года. Бронзовый призёр летних Олимпийских игр 2020 года. Серебряный призёр чемпионата мира 2022 года.

## Карьера
В возрасте 10 лет она стала посещать тренажерный зал и тренироваться, сразу же продемонстрировав склонность к боксу.
Принимала участие в летних Олимпийских играх 2016 года. В четвертьфинальном поединке уступила французской спортсменке Эстели Моссели.
На Чемпионате Европы по боксу в Испании в 2019 году, в весовой категории до 57 кг, она сумела добраться до финального поединка, в котором одержала победу над соперницей из Англии Кэррисс Артингстолл, и впервые в карьере стала чемпионкой Европы.
На Олимпийских играх в Токио, которые проходили летом 2021 года, итальянская спортсменка в весовой категории до 57 кг сумела дойти до полуфинала. По ходу соревнования выбив из борьбы спортсменок из России, Ирландии и в четвертьфинале канадскую боксёршу Каролин Вейре. В полуфинале уступила Нести Петесио и завоевала бронзовую медаль Игр.